# Кребек
Кребек (нім. Krebeck) — сільська громада в Німеччині, розташована в землі Нижня Саксонія. Входить до складу району Геттінген. Складова частина об'єднання громад Гібольдегаузен.
Площа — 12,27 км2. Населення становить 1034 ос. (станом на 31 грудня 2021).

## Галерея

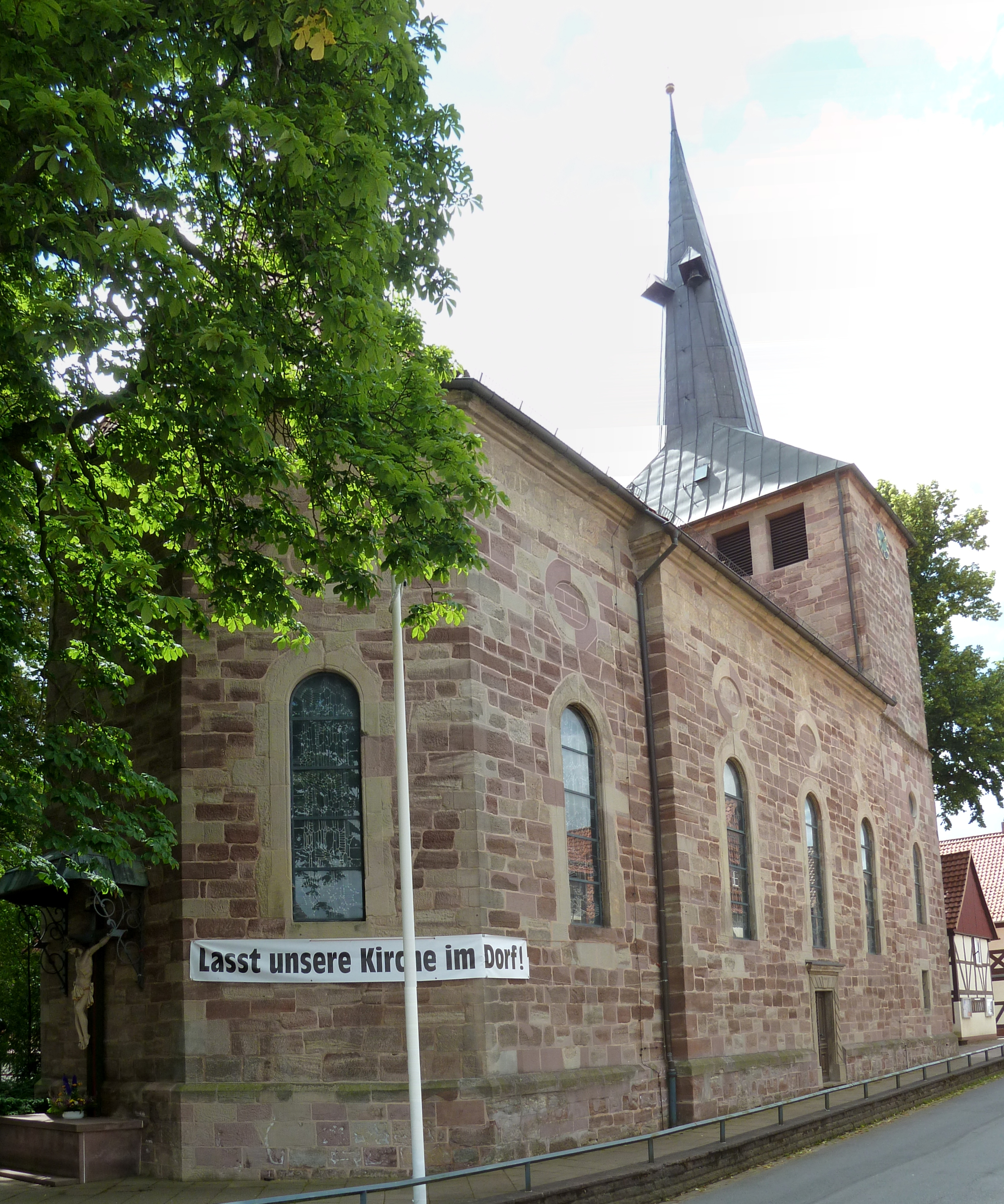
links